# Orthogonioptilum adiegetum
Orthogonioptilum adiegetum is een vlinder uit de onderfamilie Ludiinae van de familie nachtpauwogen (Saturniidae).
De wetenschappelijke naam van de soort is voor het eerst geldig gepubliceerd door Ferdinand Karsch in 1893.